# Deutsche Tamariske
Die Deutsche Tamariske (Myricaria germanica), auch Rispelstrauch oder Ufer-Tamariske genannt, ist eine Pflanzenart aus der Gattung Rispelsträucher (Myricaria) innerhalb der Familie der Tamariskengewächse (Tamaricaceae). Sie ist in Eurasien verbreitet und die einzige in Mitteleuropa heimische Art der Familie der Tamariskengewächse.

## Beschreibung und Ökologie

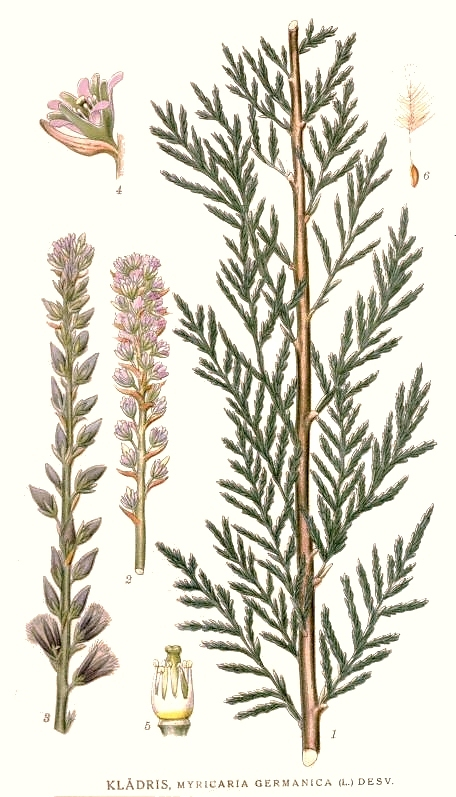
Illustration

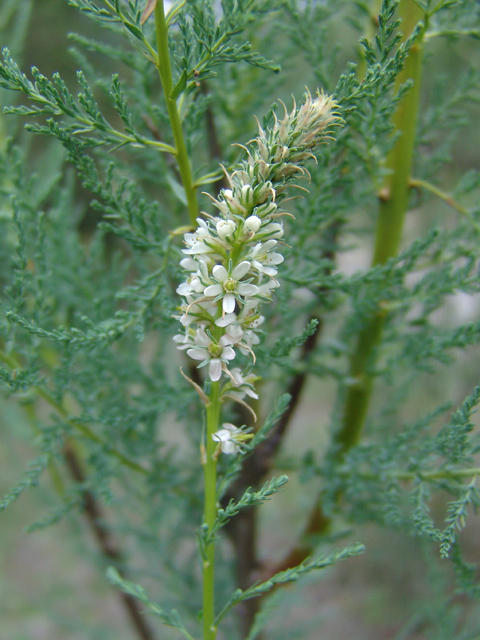
Blütenstand

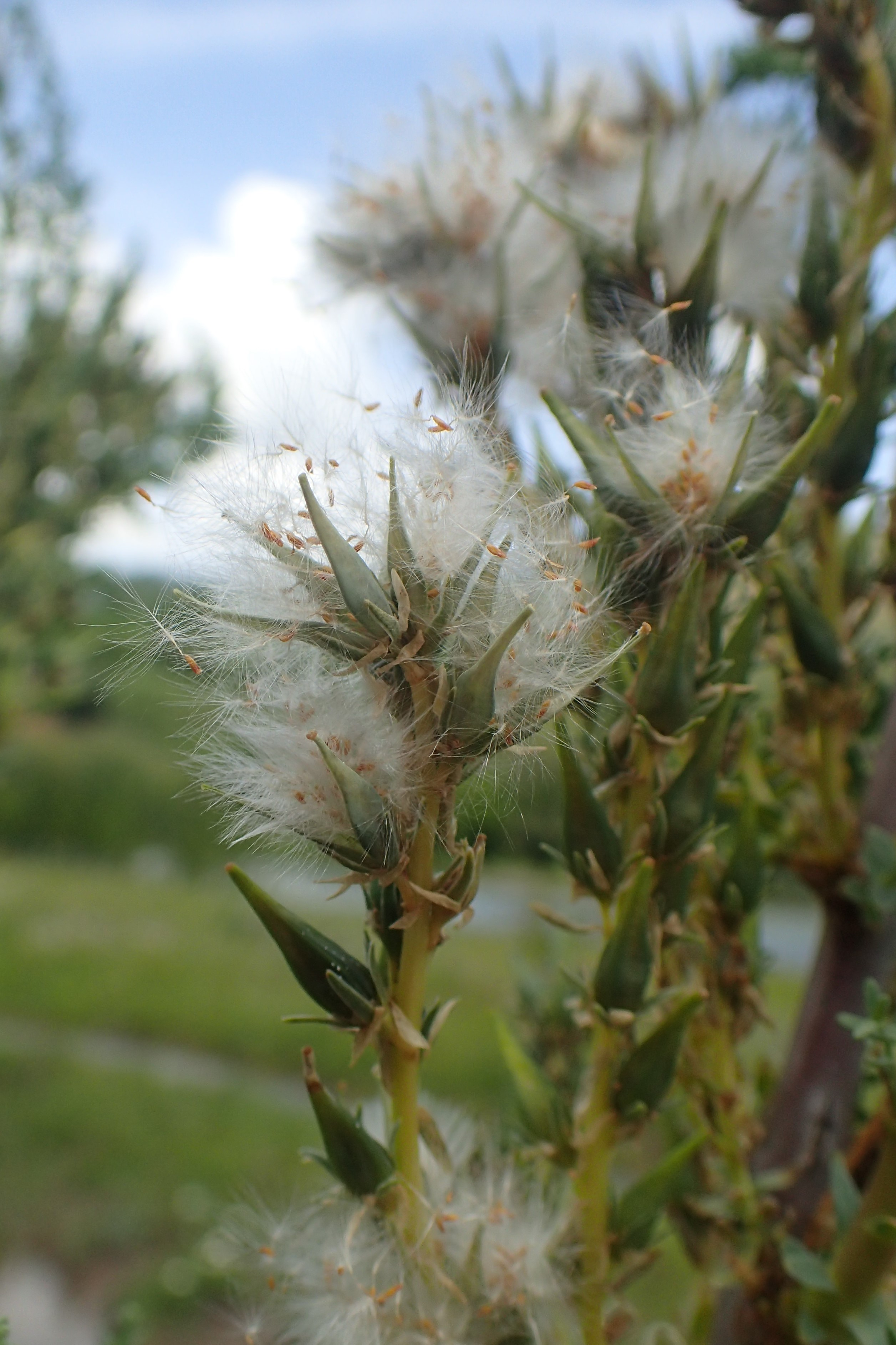
Früchte und Samen

### Erscheinungsbild und Blatt
Die Deutsche Tamariske ist ein rutenartig verzweigter, laubabwerfender Strauch. Sie erreicht Wuchshöhen von bis zu 2 Metern. Mit ihrem tiefen, ausgeprägten Wurzelsystem trägt die Deutsche Tamariske zur Festigung des Bodens in ihrem Lebensraum bei.
In der Angabe des Höchstalters sind sich die Autoren uneinig: Es werden zwischen 10 und über 70 Jahre angegeben. A. Frisendahl hatte an einem 95 Millimeter dicken Stamm 67 wohlentwickelte Jahresringe vorgefunden.
Auf ihren aufrechten, rutenartigen Ästen sitzen sehr kleine, länglich bis lanzettlich geformte, wechselständige, sitzende Laubblätter (2 bis 5 Millimeter lang, schuppenförmig, überdecken sich oft dachziegelförmig), die an den jüngeren Zweigen angedrückt sind, an älteren hingegen eher abstehen. Die Laubblätter sind kahl und graugrün gefärbt.

### Blütenstand und Blüte
Die Deutsche Tamariske ist leicht protogyn, als vorweiblich. Vor allem an den Hauptästen befinden sich endständige, einfache oder rispig verzweigte, gedrungene traubige Blütenstände. Die unscheinbaren, gestielten Blüten sind zwittrig mit doppelter Blütenhülle. Es ist jeweils ein Deckblatt vorhanden. Die meist fünf, selten vier Kelchblätter sind kurz verwachsen, mit etwa 4–6 Millimeter langen, eilanzettlich, aufrechten Zipfeln. Die meist fünf, selten vier weißen bis hellrosafarbenen, halbaufrechten, länglichen bis verkehrt-eiförmigen Kronblätter sind etwa 5–7 Millimeter lang. Von den zehn kurzen, im unteren Teil einbrüderigen Staubblättern sind fünf etwa so lang wie der Kelch und fünf etwas länger. Die zehn Staubbeutel sind purpurrot oder rot. Der einkammerige, flaschenförmige und leicht dreikantige Fruchtknoten mit sitzender Narbe ist oberständig. Es sind Nektarien innen an der Staubblattröhre vorhanden.
Bei günstigem Wetter erfolgt die Bestäubung durch Insekten, die durch Nektar angelockt werden. Bei Regenwetter, wenn die Blüten halb bis komplett geschlossen bleiben, kann es auch zur Selbstbestäubung kommen. Die Blütezeit reicht von Mai bis August, sie wird aber durch den Standort (besonders die Höhenlage) stark beeinflusst.

### Frucht und Samen
Die bis 12 Millimeter langen, graugrünen, kahlen, dreiklappigen, -kantigen und lokulizidalen, bläulich-grünen bis gelblichen, vielsamigen Kapselfrüchte mit Narbenresten und beständigem Kelch sind schmal pyramidenförmig, spitz und oft rötlich überlaufen.
Die braunen, bis 1,5 Millimeter langen, schmalen Samen wiegen nur 0,065 mg und besitzen einen bis etwa 2 Millimeter langen „Stiel“ (Schnabel) mit längerem, federförmigem Haarschopf, sie können als typische Schirmflieger bezeichnet werden.
Neben der guten Flugfähigkeit zeichnen sich die Samen, ähnlich wie die der Weiden, durch eine rasche Keimung aus – in günstigen Fällen liegt die Auskeimungsrate bei 100 % innerhalb von 24 Stunden.

### Chromosomensatz
Die Chromosomenzahl beträgt 2n = 24.

## Verbreitung
Die Deutsche Tamariske kommt in den Europäischen Gebirgen, Kleinasien, Armenien, dem Kaukasusraum, Iran und Afghanistan vor. In Europa erstreckt sich das Verbreitungsgebiet von den Pyrenäen bis nach Skandinavien und zum Kaspischen Meer. Die südliche Grenze bilden die Pyrenäen und der mittlere Apennin bis zu den Illyrischen Gebirgen am Ostufer der Adria. Die Deutsche Tamariske beschränkt sich dabei auf Mittel- und Oberläufe von Flüssen in montanen bis subalpinen Höhenstufen. Sie erreicht in Mitteleuropa am Findelgletscher im Wallis die Höhenlage von 2350 Metern. Im Himalaya gibt es Vorkommen bis in eine Höhenlage von 3950 Metern. In Norwegen steigt sie nur bis 630 Meter Meereshöhe auf.
In Neuseeland wurde sie eingeschleppt. Auf der Südinsel (Canterbury Plains) wurde sie erstmals 1986 nachgewiesen, wo sie an einigen Flüssen in Ausbreitung begriffen ist.
Für den Alpenraum sind in der Literatur folgende aktuelle Vorkommen angegeben:
- In Österreich kommt die Deutsche Tamariske in den Bundesländern Kärnten, Salzburg, Steiermark und Tirol vor.
- In Deutschland gab es um 1945 noch zahlreiche Vorkommen an den alpinen Zubringerflüssen der Donau und in den Berchtesgadener Alpen. Die meisten Vorkommen in Bayern sind jedoch inzwischen erloschen und die übrigen gehen weiter stark zurück.[13] Der Straßburger Wundarzt Hieronymus Brunschwig schrieb 1500 in seinem Kleinen Destillierbuch, die Deutsche Tamariske wachse bei den „steinigen Wassern“. Bei Straßburg wachse sie „auf den Sandbänken (»grüenen«) des Rheins“.[14] Leonhart Fuchs ergänzte 1543, die Deutsche Tamariske würde „bei den Wassern an vielen Orten Deutschlands gefunden, nämlich um den Rhein, Isar und Lech“.[15]
- In der Schweiz ist die Deutsche Tamariske im Engadin noch relativ häufig anzutreffen, hingegen besonders im Mittelland und in den tieferen Alpentälern bereits vielfach ausgestorben.
- Für Italien sind Standorte in Friaul-Julisch Venetien (am Tagliamento) und an einigen Flüssen in Südtirol (z. B. Etsch) bekannt, aber auch in den Cottischen Alpen, etwa im Val Pellice.
- In Slowenien wird die Deutsche Tamariske ebenfalls als stark bedroht eingestuft.

Bachmann schreibt dazu in ihrer Diplomarbeit:
„Myricaria germanica ist im gesamten Alpenraum in ihrem Vorkommen extremst [sic] eingeschränkt worden und die wenigen Stellen, an denen sie sich halten konnte, sind von europäischer Bedeutung. Die flächigen Bestände der Deutschen Tamariske in Südtirol gehören zusammen mit denen im Tiroler Lechtal und denen im Hinterrheintal zu den letzten weitläufigen natürlichen Vorkommen der Art in Europa.“

## Standort

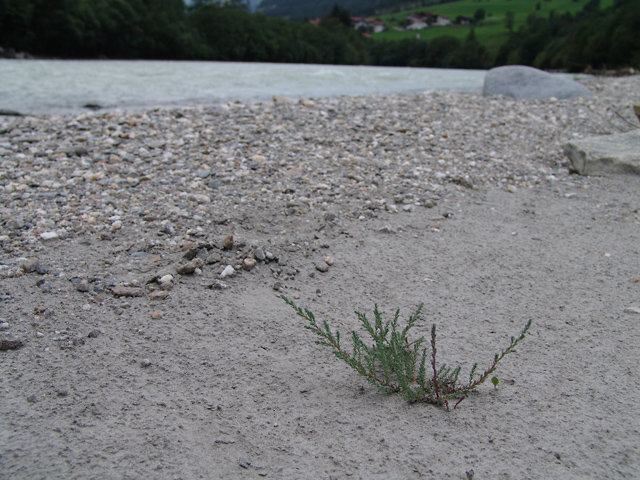
Jungpflanze am Inn bei Serfaus, Tirol

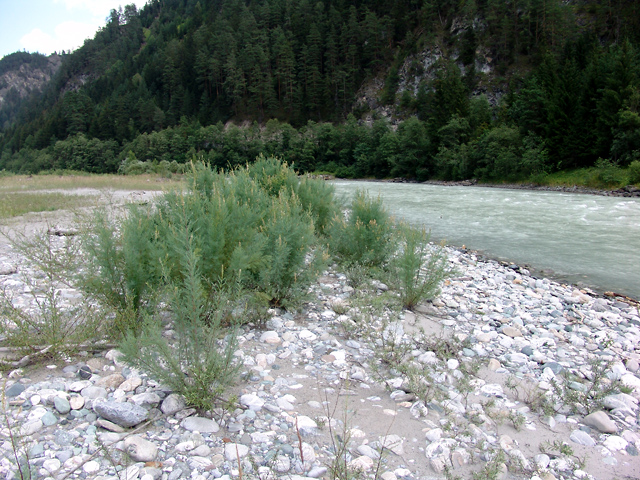
Tamariskengebüsch am Inn bei Pfunds, Tirol

Die Deutsche Tamariske gehört zu den Pionierpflanzen, die sich auf neu gebildeten Schotterflächen der Alpen- bzw. Voralpenflüsse ansiedeln. In naturnahen Gebirgsflüssen wird das Flussmaterial durch jährliche Hochwasser umgeschichtet, so dass bestehende Schotterflächen erodiert und zugleich an anderer Stelle neu abgelagert werden. Sie verankert ihre Pfahlwurzeln fest im Untergrund und übersteht so die immer wiederkehrenden Umschichtungen. Für die Pflanzen bedeutet dies auch eine Extremsituation zwischen Überflutung ihres Lebensraumes und Trockenheit, da Kies sehr wasserdurchlässig ist und daher kaum Wasser speichern kann. Da der Strauch sehr lichtbedürftig ist und von Weiden und Erlen leicht überwuchert wird, kann sie sich auf Dauer nur dort halten, wo immer wieder neue Sand- und Schotterbänke entstehen.
Die Deutsche Tamariske ist eine Charakterart des Myricarietum vom Verband Salicion elaeagni.
Die ökologischen Zeigerwerte nach Landolt & al. 2010 sind in der Schweiz: Feuchtezahl F = 3+fw+ (feucht, aber stark wechselnd, im Bereich von fließendem Bodenwasser), Lichtzahl L = 4 (hell), Reaktionszahl R = 4 (neutral bis basisch), Temperaturzahl T = 3 (montan), Nährstoffzahl N = 2 (nährstoffarm), Kontinentalitätszahl K = 4 (subkontinental).
Myricaria germanica ist eine der ersten Pflanzenarten, die sich auf neu gebildeten Flussalluvionen ansiedeln. Sie wächst zerstreut, meist herdenbildend auf Kies-, Schotter- und Sandbänken – am häufigsten auf offenen Stellen, die einerseits zeitweise bei Hochwässern stark überflutet werden, andererseits aber auch stark austrocknen können. Durch Verschleppung kann sie auch an Bahndämmen oder in Kiesgruben vorkommen.
Die Deutsche Tamariske wird durch Lichtkonkurrenz schnell von anderen Arten verdrängt und ist daher auf periodische Störungen wie Überflutungen und Umschichtungen bzw. Schotterbank-Neubildungen angewiesen. Dabei ist sie nur indirekt von diesen Störungen abhängig, indem die Konkurrenz der Weidenarten beeinträchtigt oder sogar ausgeschaltet wird. Durch die völlige Umstrukturierung der Flusssysteme im Alpenraum, z. B. durch Stauseen und Stauwehre, wurde der natürliche Sedimenttransport so stark reduziert, so dass eine Neubildung von Schotterflächen kaum noch möglich ist. Der Lebensraum der Deutschen Tamariske wurde damit so stark eingeschränkt, dass sie in einigen Bereichen (z. B. an der Salzach) bereits nicht mehr vorkommt und insgesamt als stark gefährdet eingestuft wird.
In der älteren Literatur steht meist, dass die Deutsche Tamariske ausschließlich auf kalkhaltigen Böden und Urgestein wächst. Nach neueren Erkenntnissen gedeiht sie aber auch auf silikatisch geprägten Schotterfluren.

## Gefährdung und Schutz
Die Deutsche Tamariske ist Charakterart der wildfluss- und wildbachnahen Fließgewässer Europas. Durch die Umstrukturierungen der Flusssysteme im Alpenraum in den letzten Jahrhunderten wurde der dynamische Lebensraum großräumig zerstört.
Im Rahmen der FFH-Richtlinie, Anhang 1, müssen die EU-Mitgliedsstaaten für natürliche Lebensräume von gemeinschaftlichem Interesse besondere Schutzgebiete ausweisen – darunter auch „Alpine Flüsse mit Ufergehölzen von Myricaria germanica“ (Lebensraumtyp Nr. 3230).
In der Roten Liste Deutschlands werden sowohl die Deutsche Tamariske als Myricario-Chondrilletum und Myricarietum unter der Kategorie 1 („vom Aussterben bedroht“) geführt.
In der Roten Liste Österreichs hat Myricaria germanica den Status 1 („vom Aussterben bedroht“), in den Bundesländern Oberösterreich, Niederösterreich und Wien bereits Status 0 („ausgerottet, ausgestorben oder verschollen“).
Weiden-Tamarisken-Gebüsche sind in Österreich in der alpinen Region mit dem Status 1 versehen („von vollständiger Vernichtung bedroht“), in der kontinentalen Region mit Status 0 („vollständig vernichtet“).
In der Roten Liste der Schweiz gilt die Deutsche Tamariske als „potentiell gefährdet“.

## Geschichte

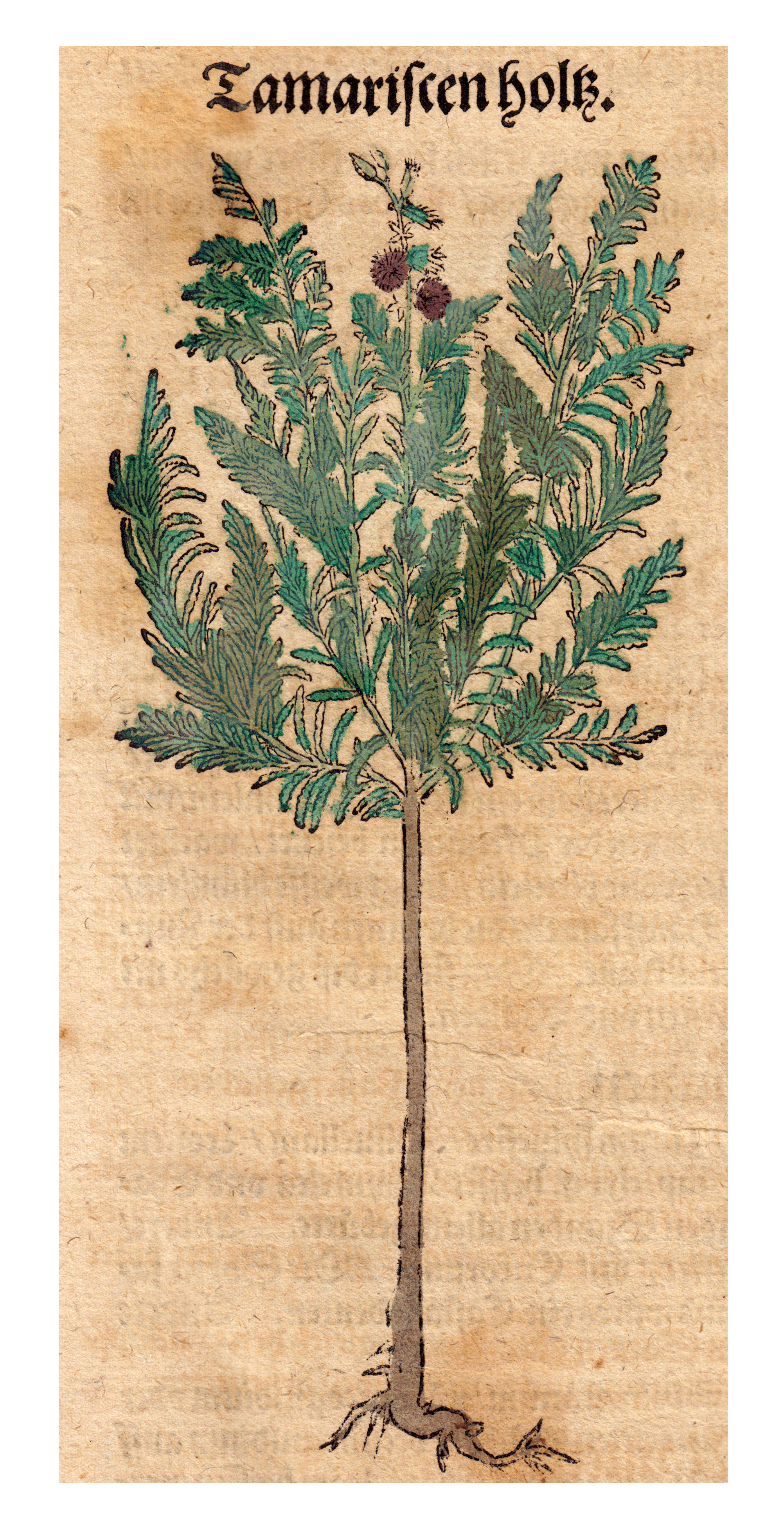
«Tamariſcenholtz» – Myricaria germanica Hieronymus Bock 1546

Die mediterranen Klassiker der Materia medica (Dioskurides, Plinius, …) empfahlen Zubereitungen aus Tamariskenarten insbesondere bei „Erkrankungen der Milz“. An der Wende vom 15. zum 16. Jahrhundert wurde diese Anwendungsempfehlung von den nordeuropäischen Ärzten auch auf Zubereitungen aus der Deutschen Tamariske übertragen. Aus der Sicht der Humorallehre zeigten sich „Erkrankungen der Milz“ durch folgende Krankheitszeichen: „Weißer und lauterer Harn, Appetitlosigkeit und Erbrechen von trüber (»melancholischer«) Flüssigkeit, schwermütiger und trauriger Leib, der Mensch ist sorgfältig und hat schwere Träume.“ Als weitere Indikationen der Tamariske galten seit der Antike Wasseransammlungen und Harnentleerungesstörungen.
Der Straßburger Wundarzt Hieronymus Brunschwig berichtete 1500 in seinem Kleinen Destillierbuch über Tamarisken auf den Sandbänken des Rheins: „Aber hie des da vil wachſen ist in denn grüenen das rinß (…)“
Als Zierstrauch wurde die Pflanze schon 1582 in Gärten gehalten.